# Muris Beslagic
Muris Beslagic, född 15 mars 1964, är en svensk socialdemokratisk politiker.
Beslagic tillträdde 1 januari 2019 som kommunstyrelsens ordförande i Degerfors kommun han avgick i april 2020. Carina Sätterman efterträdde honom.